# 世界書寫系統
《世界書寫系統》（The World's Writing Systems）是一本關於世界上各種文字的工具書。該書由彼得·T·丹尼爾斯和威廉·布賴特編輯，於1996年由牛津大學出版社首次出版。
《世界書寫系統》系統性地探索世界上從古至今大多數的書寫系統。書中共有74篇有署名的文章，包含在13個小組中，有79個貢獻者，其中有些文章有共享信用，有些只是被諮詢過。